# Habitatge al carrer Major de Sant Jaume, 11 (Tortosa)
L'Habitatge al carrer Major de Sant Jaume, 11 és una obra del municipi de Tortosa (Baix Ebre) inclosa en l'Inventari del Patrimoni Arquitectònic de Catalunya.

## Descripció
És una mostra del tipus més senzill d'edifici de pisos d'aquest sector de la ciutat. Consta de planta i tres pisos, i té una amplada, de mitgera a mitgera, de 2,5m. La planta té una alçada aproximada de 2m, i s'obre mitjançant una porta de mides estàndards amb llinda de fusta. La fusta (cabirons) és utilitzada també per les separacions de pisos, fins i tot com a reforç de façana, i per als muntants i llindes de les finestres. En els dos primers pisos s'obren petits balcons de fusta, amb base de secció convexa i amb mol poc voladís; les baranes es presenten sense treballar. A la golfa, la finestra apareix sola i sense tancament. El voladís de la teulada sobresurt molt poc, i encara ho fa mitjançant teules-canl modernes. Manté la distribució interior original.

## Història
Pertany al barri de St. Jaume, part de l'antic barri jueu de la ciutat construït a l'edat mitjana. La construcció actual, però, correspon a les darreries del s. XIX o principis del XX, quan tot el sector sofrí una renovació important com demostren la resta de construccions. Interessa per haver estat molt poc modificada modernament, tant en la seva estructura com altres detalls.